# Gruziński Narodowy Związek Piłki Siatkowej
Gruziński Narodowy Związek Piłki Siatkowej (gruz. საქართველოს ფრენბურთის ეროვნული ფედერაცია, do lipca 2021 roku jako Gruziński Związek Piłki Siatkowej, gruz. საქართველოს ფრენბურთის ფედერაცია) – ogólnokrajowy związek sportowy działający na terenie Gruzji, odpowiadający za zarządzanie piłką siatkową halową, plażową oraz na śniegu. Jedyny organ mający prawo reprezentować gruzińską siatkówkę w kraju i za granicą.
Związek założony został 28 lutego 1991 roku. W grudniu 1991 roku uzyskał członkostwo w Międzynarodowej Federacji Piłki Siatkowej (FIVB) oraz w Europejskiej Konfederacji Piłki Siatkowej (CEV). Od 2013 roku członek Wschodnioeuropejskiego Regionalnego Związku Piłki Siatkowej (EEVZA).
Gruziński Narodowy Związek Piłki Siatkowej zajmuje się rozwojem, a także propagowaniem piłki siatkowej w Gruzji, organizuje rozgrywki ligowe oraz pucharowe w kraju. Odpowiada za funkcjonowanie wszystkich reprezentacji męskich i kobiecych, zarówno seniorskich, jak i młodzieżowych.

## Prezesi
| Nr | Prezes                    | Lata      |
| -- | ------------------------- | --------- |
| 1  | Giuli Dżalaghonia         | 1991–1995 |
| 2  | Awtandil Silagadze        | 1995–2001 |
| 3  | Lewan Achwlediani         | 2001–2012 |
| 4  | Irakli Czaczua            | 2012–2021 |
| 5  | Dan Giorgi Kartweliszwili | od 2021   |